# بیمارستان کودکان فیلادلفیا
بیمارستان کودکان فیلادلفیا (به انگلیسی: Children's Hospital of Philadelphia) تأسیس ۱۸۵۵، یکی از بیمارستان‌های مشهور آمریکا  است که ویژه اطفال است و در فیلادلفیا در پنسیلوانیا قراردارد.
این بیمارستان از لحاظ بالینی و پژوهشی در رده‌بندی مراکز درمانی آمریکا، برترین بیمارستان اطفال ایالات متحده آمریکا محسوب می‌گردد.
این مرکز وابسته به دانشگاه پنسیلوانیا است.